# Psamminida
Die Psamminida sind eine Ordnung einzelliger, die Tiefsee bewohnender Lebewesen aus der Gruppe der Xenophyophoren. Sie stellt mit 42 Arten die größere der beiden Ordnungen der Xenophyophoren dar.

## Merkmale
Ordnungskennzeichen der Psamminida sind ein relativ fester Körper sowie die Abwesenheit sogenannter Linellae – langer, dünner, proteinhaltiger Fasern aus einem organischen, zementartigen Material auf dem Gehäuse. Die Zellkerne sind bei den Psamminida meist etwas kleiner als bei der Schwesterordnung Stannomida. In morphologischer Hinsicht fehlen weitere gemeinsame Nenner, die enthaltenen Arten sind von sehr vielfältiger Gestalt.

## Verbreitung
Psamminida sind fast weltweit in der Tiefsee verbreitet, in Regionen wie dem Mittelmeer, Nord- und Ostsee oder der Karibik fehlen sie, in arktischen bzw. antarktischen Meeren, subantarktisch sowie im Südatlantik sind sie selten. Wenngleich die absoluten Fundzahlen in diesen Regionen auch die dort relativ selteneren Probennahmen abbilden, machen sie doch deutlich, dass tropische bis temperierte Zonen zwischen 50° N und 50° S das Hauptverbreitungsgebiet sind.
Die Fundorte liegen in Tiefen von 850 bis 6050 Meter. Einige nicht vollkommen sicher bestimmbare Funde stammen allerdings aus deutlich seichteren Stellen, so eine mögliche Occultamina-Art aus dem Mittelmeer aus 760 und eine mögliche Aschemonella aus arktischen Gewässern aus 276 Metern Tiefe. Im Gegenzug zeigen Fotografien britischer Tiefsee-Expeditionen Vorkommen von Arten der Ordnung bis in Tiefen von rund 7800 Metern.

## Systematik
Die Psamminida wurden 1972 durch Ole Tendal erstbeschrieben, seine Systematik ist im Wesentlichen bis in die Gegenwart unverändert gültig, wenngleich der Umfang der Ordnung sich seither von 21 auf 42 Arten verdoppelte. Sie umfasst zwölf Gattungen in vier Familien:
- Psamminida
  - Psammettidae
  - Psamminidae
  - Syringamminidae
  - Cerelasmidae

Es existieren darüber hinaus noch zahlreiche bisher nicht gültig beschriebene Arten, die sich jedoch als zu den Psamminida gehörig bestimmen lassen, vor allem in Sammlungen in Dänemark und Großbritannien.

## Nachweise
1. ↑  O.S. Tendal: A monograph of the Xenophyophoria (Rhizopodea, Protozoa). In: Galathea Report 12: 7-99, 1972.
2. 1 2 3 4  O.S. Tendal: Synoptic checklist and bibliography of the Xenophyophorea (Protista), with a zoogeographical survey of the group. In: Galathea Report 17, 1996.